# Proceratium goliath
Proceratium goliath är en myrart som beskrevs av Kempf och Brown 1968. Proceratium goliath ingår i släktet Proceratium och familjen myror. Inga underarter finns listade i Catalogue of Life.